# Vřes obecný

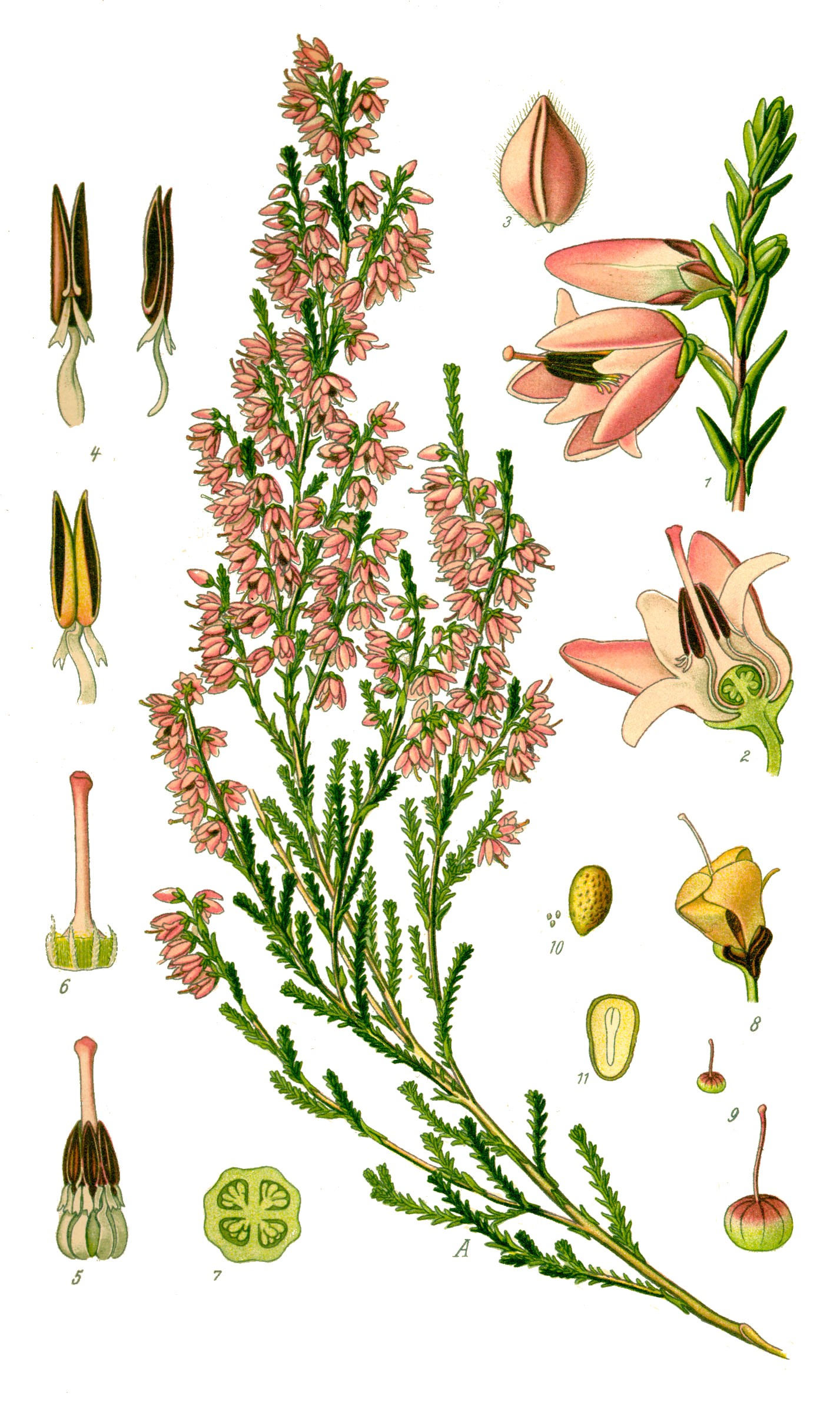
Vřes obecný

Vřes obecný (Calluna vulgaris), lidově nazývaný břes, břasa, erika, řes, jindavec, chvojčina, břesňák, hnidavec, hyndavec, modrý rozchod, suchotinka, vřes skotský, je jediný zástupce rodu vřes (Calluna).
Latinské rodové jméno Calluna je odvozeno z řeckého slova „k zametání“, jako rostlina určená k výrobě košťat. Druhové jméno vulgaris znamená latinsky běžný, obyčejný.
Vřes je nízkorostoucí keř dorůstající do výšky 20 až 50 centimetrů, nebo vzácně až jednoho metru. Je rozšířen v mnoha zemích Evropy a Malé Asie. Roste v kyselých půdách na výsluní a v polostínu. Je převládající dřevinou na vřesovištích a rašeliništích v Evropě po Turecko a Povolží a také v severozápadní Africe  a některých bažinných porostech a kyselých borových a dubových lesích. Je odolný k okusu a regeneruje po občasných požárech.
Vřes kvete v pozdním létě růžově nebo růžovofialovou barvou, ale občas najdeme i bíle kvetoucí rostliny. Uschlý květ na kultivarech i po odkvětu zůstává na rostlině, což vede k zajímavým dekorativním efektům. Plodem je tobolka.

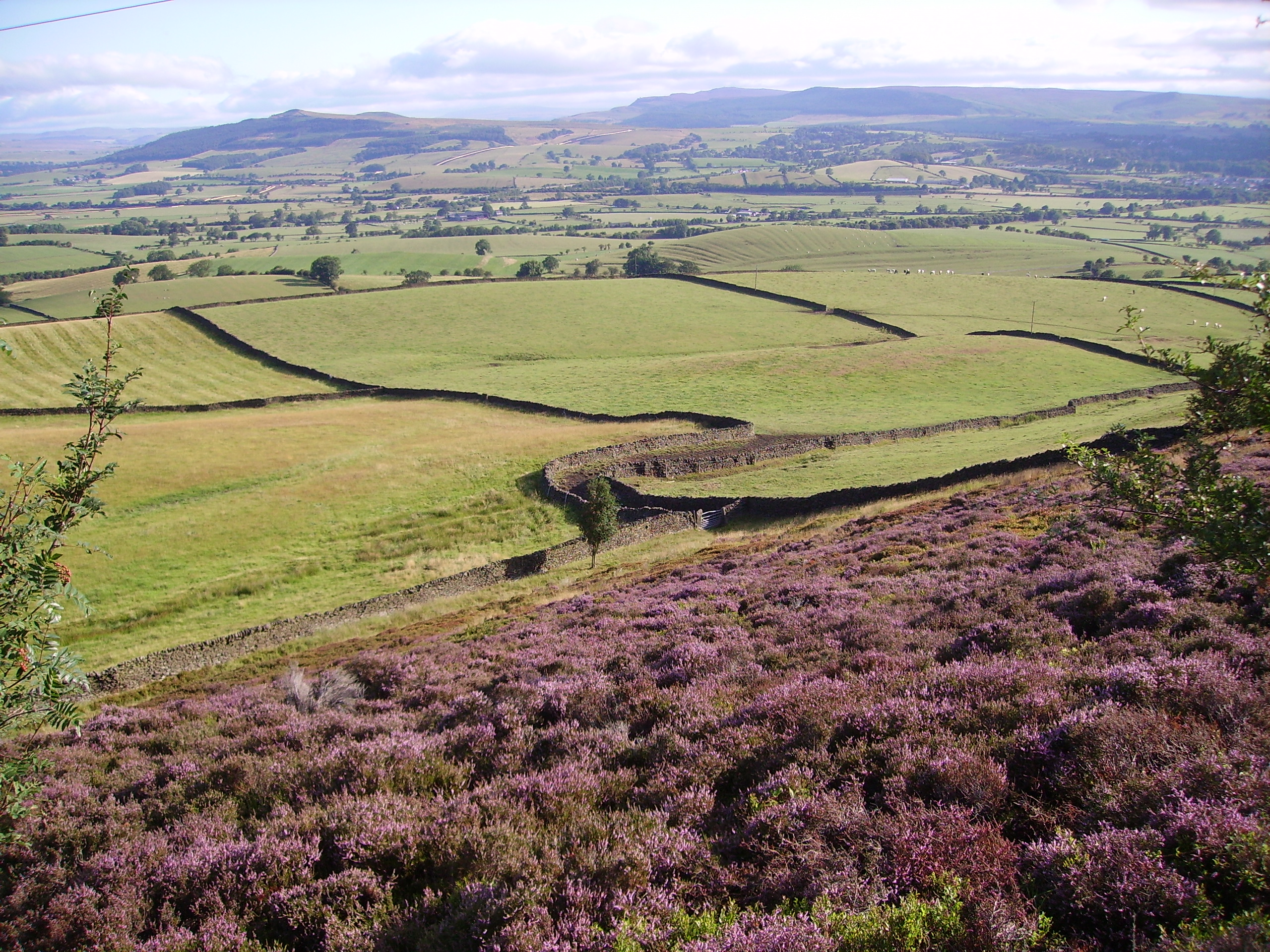
Vřesoviště v Yorkshire

## Obsahové látky a užití v lékařství
- Jedovaté látky: flavonové glykosidy kvercitrin, myricitrin, dříve uváděný arbutin (moderními metodami neprokázán); alkaloid ericodinin (pravděpodobně);[3]
- kyselina křemičitá, organické kyseliny;
- třísloviny (až 7 %) a flavonoidy, silice, sliz, saponiny, hořčiny, pryskyřice.[4]

Užívá se vnitřně v nálevu jako desinficiens močových cest, jako adstringens, mírné antiseptikum, diuretikum a diaforetikum při zánětech močového měchýře ve spojení se zvětšením prostaty a při chorobách ledvin; také při horečce, revmatismu a kloubových bolestech. Obvykle se podává ve směsích např. s řepíkem, šalvějí nebo přesličkou.

## Výskyt
Běžný v Evropě (včetně Islandu, Faerských ostrovů a Azor) a Malé Asii, vyskytuje se v rozsáhlých porostech především v severních oblastech. Byl zavlečen do Severní Ameriky a na Nový Zéland, kde je invazivním druhem.

## Pěstování
- Rozmnožování: Množí se řízkováním (v červenci, srpnu) i semeny[5]
- Řez – po odkvětu, zpravidla na podzim, je vhodné vřes seřezat a jednou za 3-4 roky provést silné zmlazení.
- Přihnojování a zálivka – vřesovištní rostliny nejsou náročné na množství hnojiva, spíše naopak. Rostliny jsou citlivé na vápník, proto jsou vyráběna speciální hnojiva pro erikoidní rostliny.

## Použití
Vřes je důležitým zdrojem potravy pro ovce a jelenovité, kteří se mohou krmit vrcholky rostlin, když sněhová pokrývka nízce pokrývá vegetaci.
Je to velmi populární ozdobná rostlina v zahradách a parcích. Je vypěstováno mnoho odlišných kultivarů odlišných barvami květů, listů, ale i výškou růstu. Odlišné kultivary mají barvy květů od bílé, růžové po širokou škálu purpurové a červené. Období květu u kultivarů zahrnuje rozsah od pozdního července do prosince.
Vřes byl používán jako přísada při vaření piva během středověku před používáním chmele. Užití vřesu v pivu bylo pečlivě kontrolováno. Nať vřesu musela být očištěna od zbytku rostliny, protože houby rostoucí na kořenech mohly být halucinogenní nebo toxické.
Vřesový med je vysoce ceněný produkt. Má charakteristickou chuť a texturu. Je pomalu tekoucí, stává se gelem dokud není rozmíchán.
V některých oblastech žije pověra, že bílý vřes přináší štěstí, a pruty bílého vřesu jsou prodávány k čarodějným účelům.
Léčitelství: vřesu se přisuzují detoxikační účinky, léčí dnu, pomáhá při revmatismu a otocích nohou. Je doporučován jako lék při zánětech ledvin a močových cest. Má močopudné účinky, dezinfikuje močové cesty, lze jej použít jako sedativum  a staří Slované věřili, že pomáhá i proti zlým silám.
Vřes je považován za rostlinu, která nemá vedlejší účinky, někteří autoři však uvádějí, že mírně zvyšuje krevní tlak. Doporučuje se neužívat čaj z vřesu déle než po dobu tří měsíců, pak by měla následovat tříměsíční přestávka.

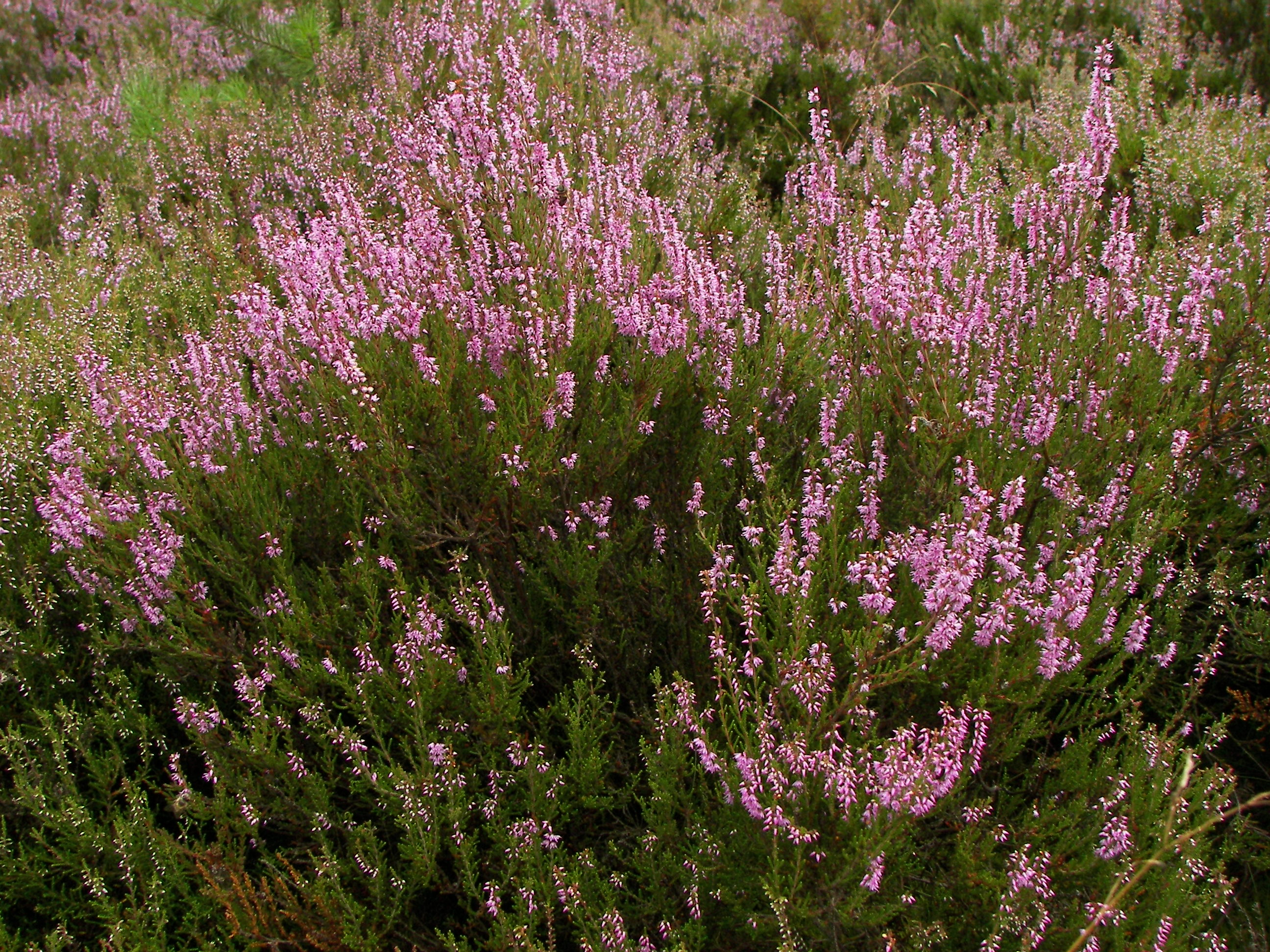
Vřes

## Symbiotické vztahy
U vřesu se, stejně jako u ostatních vřesovcovitých, vyskytuje erikoidní mykorhiza nejčastěji s vřeckovýtrusou houbou Hymenoscyphus ericae. Tato houba zajišťuje v nepříznivých podmínkách vřesoviště pro vřesovec dostatek vláhy a živin.. Bylo zjištěno, že tato houba produkuje enzym, který rozkládá buněčné stěny, celulózu a dokáže tak využít zbytky rostlin v půdě.

## Invazivní rostlina
Vřesy dovezené na Nový Zéland se staly invazivním druhem v některých oblastech, jmenovitě v národním parku Tongariro, kde potlačují původní porosty. Lochmaea suturalis, hmyz napadající vřes, byl vypuštěn na Novém Zélandu, aby invazi vřesu zastavil.

## Zajímavosti
- Vřes obecný byl dříve považován za druh rodu vřesovec (Erica) a byl označován jako Erica vulgaris L. Teprve později došlo k jeho vyčlenění do samostatného rodu a jeho binomické jméno je nyní Calluna vulgaris (L.) Hull.[18] Ve starším lékárnickém názvosloví se proto vřesový květ označoval jako Flos ericae (nyní Flos callunae); vřesová nať se označovala jako Herba ericae (nyní Herba callunae).[19]
- Na Prostějovsku je obec Vřesovice, nedaleký hrad byl sídlem rodu Vřesovců.[20] Další obec stejného jména se nachází v okrese Hodonín.
- Vřes obecný byl v roce 2019 v Německu vyhlášen rostlinou roku.